# Американский бекас
Американский бекас (лат. Gallinago delicata) — вид птиц семейства бекасовых, обитающий в Северной Америке. Зимует в южной части Северной Америки и на севере Южной. Отдельным видом был признан относительно недавно.

## Описание
Длина тела составляет 23–28 см, а масса — от 79 до 147 г; размах крыльев варьирует от 39 до 45 см. Клюв длиной 6 см. Радужина тёмно-коричневая, ноги зеленовато-жёлтые или голубовато-серые с тёмно-коричневыми когтями. Кончик клюва тёмно-коричневый, основание клюва красно-коричневое. Половой диморфизм не выражен. Оперение верха тёмно-бурое, низ белёсого цвета. Крылья имеют заострённую форму. 
Для проживания и размножения выбирает осоковые заросли, опушки ивовых и ольховых болот и заболоченные берега различных внутренних водоёмов.

## Распространение
Этот вид гнездится на болотах, в тундре и влажных лугах Канады и северных Соединённых Штатов, а также на Чукотском полуострове в России. Они круглогодично проживают в США Тихоокеанское побережье. Восточная популяция мигрирует на юг Соединенных Штатов, Карибский бассейн и на север Южной Америки. Возможно, изменение климата заставило этих птиц прилетать в места размножения раньше и улетать из них позже, чем 100 лет назад. В Огайо, например, конец апреля являлся средней датой миграции этого вида в 1906 году, но в настоящая время большая часть местной популяции к тому времени уже находится в местах гнездования.

### В России
Обитание американского бекаса на Чукотке было установлено В. Ю. Архиповым.

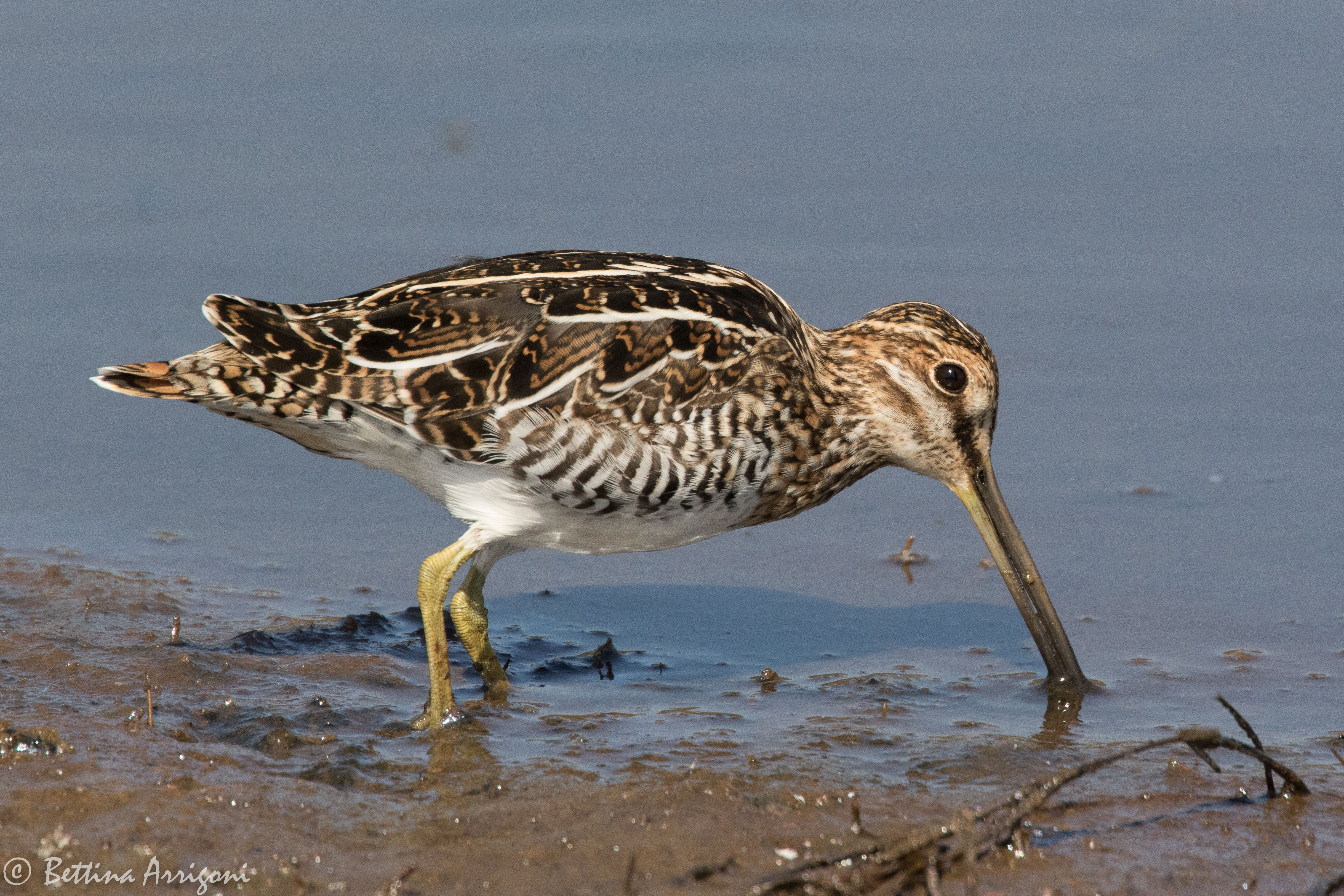
Питание американского бекаса.

## Питание

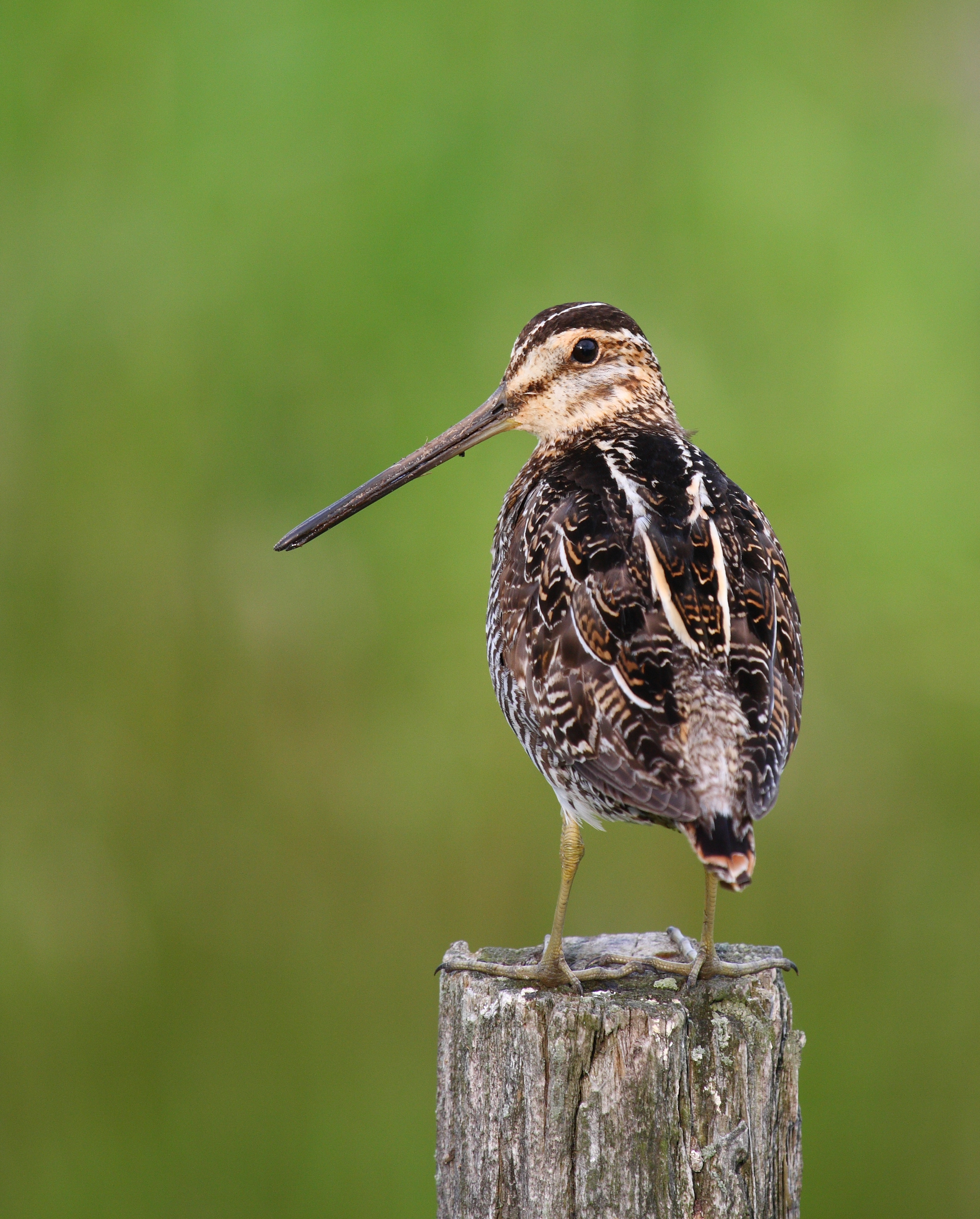
Gallinago delicata

Питается червями (преимущественно, дождевыми), насекомыми и другими беспозвоночными животными, которых выклёвывает из мягкого ила своим длинным и чувствительным к прикосновениям клювом. В рацион входят также некоторые части растений. 

## Размножение
Половая зрелость наступает в конце первого года жизни. Гнездом является углубление на земле, выложенное травой. Его диаметр составляет 12,5 см, а глубина 3,5 см. В кладке чаще 4, реже 2—3 яйца. Яйца кругло-овальной формы, блестящие длиной 39 и шириной 28 мм. Окраска яиц от светлого до тёмного оливково-коричневого цвета с коричневыми и чёрными точками, сгущающимися ближе к тупому концу. Инкубационный период длится 18—20 дней. Насиживает кладку почти исключительно самка, самец подменяет её на короткое время, когда та отправляется на поиски корма. Птенцы становятся самостоятельными через 19—20 дней.